# Урочище Верба (Ємільчинський район)
Уро́чище Верба́ — ботанічний заказник місцевого значення в Україін. Об'єкт розташований на території Звягельського району Житомирської області, ДП «Ємільчинський лісгосп АПК», Ємільчинське лісництво. 
Площа 102,9 га. Статус отриманий у 2018 році. 
Заказник є строкатим комплексом березово-вільхових, вільхових, дубово-соснових лісів, які чергуються з відкритими евтрофними, переважно осоковими та осоково-вербовими болотами. Особливу цінність мають види, занесені в Червону книгу України: лілія лісова, гніздівка звичайна, коручка морозникоподібна, любка дволиста та інші.